# Harmatos
Harmatos (1899-ig Roszina, szlovákul Rosina) község Szlovákiában, a Zsolnai kerületben, a Zsolnai járásban.

## Fekvése
Zsolnától 5 km-re délkeletre fekszik.

## Nevének eredete
Magyar neve a szlovák név tükörfordítása (szlovák: rosa = harmat). A szlovák névre több magyarázat is létezik:
- Az első szerint természetes módon tevődött át a falura a Rosinka-patak nevéből.
- A monda szerint Litva várának ura szeretett bele egy Rozina nevű lányba és róla nevezték el a falut.
- A harmadik változat szerint a terület egykori tulajdonosát Rossinak hívták és róla kapta nevét a község.

## Története
A község területe ősidők óta lakott. Skotňa nevű határrészén a lausitzi kultúra településének az i. e. 8. és 5. század között használt vaskori temetőjét tárták fel. Ez a legkorábbi vaskori lelet a Zsolnai-medencében. A bronzkorban gyümölcstermesztő és állattenyésztő népek laktak ezen a vidéken, 1972-ben 10 kora bronzkori tárgyat találtak a község területén.
A mai település történészek szerint már a 13. század elején is létezett, de írott forrásban csak 1341-ben említik először „villa Rozyna prope civitatem Zylina” alakban. A 14. századtól 1848-ig Sztrecsnó várának tartozéka, kivéve az 1685 és 1773 közötti időszakot, amikor a zsolnai jezsuiták birtoka volt. 1351-ben említik János nevű bíróját, 1420-ban pedig András nevű papját is. Plébániája 1514-től létezik. 1598-ban 28 ház állt a faluban. 1645-ben felépült első fatemploma. 1720-ban 16 háztartás volt a községben. Temploma 1776-ban épült, ekkor mintegy 60 ház állt a községben, melyben 70 család lakott. Ez mintegy 500 lakost jelent. Pecsétje a 18. századból származik. 1784-ben 64 házában 511 lakos élt.
A 18. század végén Vályi András így ír róla: „ROSINA. Tót falu Trentsén Várm. földes Ura H. Eszterházy Uraság, lakosai katolikusok, fekszik Zolnához egy mértföldnyire, földgye közép termékenységű, egyéb javai is vannak, fája, legelője van, Zolna Mezővárosban piatza nem meszsze.”
1828-ban 63 ház állt a faluban 684 lakossal, lakói főként mezőgazdaságból és erdei munkákból éltek.
Fényes Elek 1851-ben kiadott geográfiai szótárában így ír a faluról: „Roszina, tót falu, Trencsén vmegyében, Zsolnához délre 1 1/2 órányira: 662 kath., 3 zsidó lak. Kath. paroch. templom. F. u. a lietavai uradalom. Ut. p. Zsolna.”
A trianoni békéig Trencsén vármegye Zsolnai járásához tartozott.
1979 és 1990 között Zsolna város része volt, ekkor újra visszanyerte önállóságát. Korabeli pecsétje alapján alkották meg 1997-ben a falu címerét.

## Népessége
| Év:            | 1994. | 2004.   | 2014.   | 2024.   |
| -------------- | ----- | ------- | ------- | ------- |
| Emberek száma: | 2617  | 2854    | 3116    | 3374    |
| Eltérés:       |       | +9,05 % | +9,18 % | +8,27 % |

| Év:            | 2023. | 2024.   |
| -------------- | ----- | ------- |
| Emberek száma: | 3382  | 3374    |
| Eltérés:       |       | -0,23 % |

1910-ben 1072, túlnyomórészt szlovák lakosa volt.
2001-ben 2794 lakosából 2767 szlovák volt.
2011-ben 2973 lakosából 2919 szlovák volt.

## Nevezetességei
- Alexandriai Szent Katalin tiszteletére szentelt római katolikus temploma 1776-ban épült barokk-klasszicista stílusban.
- Lipovci nevű településrészén álló Szent József kápolna 1730-ban épült.
- Hétfájdalmú Szűzanya tiszteletére szentelt kápolnája 1703-ban épült.

## Külső hivatkozások
- Községinfó
- Harmatos Szlovákia térképén
- E-obce.sk